# Euro-Aviation
Die Euro-Aviation Versicherungs-Aktiengesellschaft ist ein deutscher Spezialversicherer für Luftfahrtrisiken mit Sitz in Hamburg.

## Geschichte
Die Euro-Aviation gründete sich 1994, Eigentümer sind zwei Versicherungsmaklerfirmen in Hamburg und Dortmund sowie der frühere Vorstandsvorsitzende Michael Fischer. Seit 1. Juli 2023 ist Philipp C. Kleyser Vorstandsvorsitzender.
Das Unternehmen ist europaweit der einzige Spezialversicherer für die Luftfahrt.
Die Geschäftstätigkeit umfasst sowohl allgemeine Luftfahrtrisiken als auch entsprechende Haftpflicht und Kaskoversicherungen. Zu den Kunden gehören insbesondere Versicherungsnehmer aus dem Bereich der Luftsportverbände für Sport- und Segelflugzeuge sowie Hubschrauberpiloten, aber auch größere Geschäftsreisejets und kleinere Regional-Airlines.
Der Anteil des Auslandsgeschäfts an den Beitragsübernahmen übersteigt 25 %. Dabei ist der Versicherer jedoch lediglich im Rahmen des EU/EWR-Dienstleistungsverkehrs ohne Niederlassungen im Ausland tätig.